# IC 1783
IC 1783 — галактика типу Sb (компактна витягнута галактика) у сузір'ї Піч.
Цей об'єкт міститься в оригінальній редакції індексного каталогу.